# Ahaus
Ahaus (Nedersaksisch: Ahoes) is een stad in de Duitse deelstaat Noordrijn-Westfalen, gelegen in Kreis Borken. De stad telt 39.404 inwoners (31 december 2020) op een oppervlakte van 151,24 km². Ahaus ligt vlak bij de grens met Nederland, ten zuidoosten van Enschede.
De voornaamste bezienswaardigheid is het barokke waterslot van de bisschoppen van Münster. Het centrum van Ahaus is in de Tweede Wereldoorlog grotendeels verwoest.
Ahaus geniet enige bekendheid als opslagplaats van brandstofelementen voor kerncentrales en de daarmee verbonden Castor-transporten.
Sinds 1988 heeft Ahaus een samenwerkingsverband met Haaksbergen. In 2013 is het 25-jarig jubileum gevierd.

## Kernen
Ahaus bestaat uit de volgende stadsdelen: 

Stadsdelen gemeente Ahaus

| Stadsdeel          | Inwoners 31-12-2019  |
| ------------------ | -------------------- |
| Ahaus (met Ammeln) | 18.493               |
| Alstätte           | 5.057                |
| Graes              | inbegr.in Ottenstein |
| Ottenstein         | 5.704                |
| Wessum             | 4.835                |
| Wüllen             | 5.666                |
| Totaal             | 39.755               |

Bron: www.stadt-ahaus.de/rathaus/zahlendatenstatistik/bevoelkerung/bevoelkerungsentwicklung/?L=0 Gemeente Ahaus

## Aangrenzende gemeenten
| Aangrenzende gemeenten         | Aangrenzende gemeenten | Aangrenzende gemeenten | Aangrenzende gemeenten | Aangrenzende gemeenten |
| ------------------------------ | ---------------------- | ---------------------- | ---------------------- | ---------------------- |
| Enschede (NL) Haaksbergen (NL) |                        |                        |                        | Gronau                 |
|                                |                        |                        |                        |                        |
| Vreden                         | Heek                   |                        |                        |                        |
|                                |                        |                        |                        |                        |
|                                |                        | Stadtlohn              |                        | Legden                 |

## Bereikbaarheid
In de gemeente wordt sterk de nadruk op het gebruik van de fiets als vervoermiddel gelegd. In de ruimtelijke ordening op langere termijn wordt daarom rekening gehouden met meer fietspaden e.d.

### Wegverkeer
Op respectievelijk 5 en 8 km van Ahaus zijn afritten van de Autobahn A31 Emden - Oberhausen:
- afrit 31, aan de B70 8 km noordoostwaarts naar Heek afrit 31; de B70 loopt verder noordoostwaarts naar o.a. Burgsteinfurt en Rheine (44 km totaal).
- afrit 32, aan de B474 5 km zuidoostwaarts richting Legden; de B474 loopt verder zuidoostwaarts naar Coesfeld (22 km totaal).

De B474 loopt in noordelijke richting naar Epe en Gronau. Daar kan men afslaan naar Enschede.

### Openbaar vervoer
Ahaus heeft een station aan de spoorlijn Dortmund - Gronau, waarbij wordt doorgereden naar Enschede.
Van Ahaus rijdt een snelbusdienst via o.a. Borken naar Münster, en de andere richting uit naar Vreden. Ook met vrijwel alle andere plaatsen in de omgeving bestaan streekbusverbindingen. Een aantal van deze buslijnen rijdt alleen op schooldagen: 's morgens vroeg in de richting van de onderwijsinstellingen, en 's middags, als de scholen uitgegaan zijn, in de andere richting. Deze lijnen rijden niet 's avonds, in de weekeinden en in de schoolvakanties.

## Geschiedenis
Ahaus ontstond rondom een huis ( lees: kasteeltje) aan een riviertje de Aa, waar in de 12e eeuw een geslacht uit de lage adel (Von Ahaus und Diepenheim) de heerschappij uitoefende. Deze heren waren vazallen van het Prinsbisdom Münster.
Ahaus kreeg stadsrechten in 1391. In 1406 kwam de tot dan toe min of meer zelfstandige heerlijkheid  door aankoop onder striktere controle van de Münsteraner bisschoppen. Deze situatie bleef in het algemeen  ongewijzigd tot aan de Napoleontische tijd. Na 1815 kwam Ahaus aan het Koninkrijk Pruisen en vanaf 1871 het Duitse Keizerrijk.
Op 13 oktober 1863 werd Ahaus door een grote stadsbrand nagenoeg geheel verwoest.

## Bezienswaardigheden en toerisme
- Kasteel Ahaus met het aangrenzende park
- Ahaus ligt aan talrijke langeafstandsfietsroutes, waaronder ten minste één via buurgemeente Haaksbergen
- Sint-Andreaskerk in Wüllen

## Sport
Bij Ahaus-Alstätte ligt de Ahaus Golf & Country Club met een 27-holes golfbaan, verdeeld in de Zuid-, Oost- en Westbaan. Het is een van de top-10 banen in Duitsland en kreeg een prijs als 'Premier European Golf Course'.

## Belangrijke personen in relatie tot de gemeente

### Geboren
- Jens Spahn (Ottenstein, 16 mei 1980), Duits politicus CDU, sinds 2018 minister van Volksgezondheid van Duitsland in het vierde kabinet van Angela Merkel
- Stefan Thesker (11 april 1991), Duits profvoetballer
- Miká Heming (6 april 2000), Duits wielrenner

## Partnergemeenten
- Haaksbergen (Nederland), sinds 1988
- Argentré-du-Plessis (Ille-et-Vilaine, Bretagne), Frankrijk, uitgaande van Stadtteil Wullen, sinds 1976
- Umhausen in Tirol (Oostenrijk), uitgaande van Stadtteil Graes
- Domodedovo,  Rusland
- Vilkaviškis, Litouwen
- Buldan, Turkije.

## Afbeeldingen

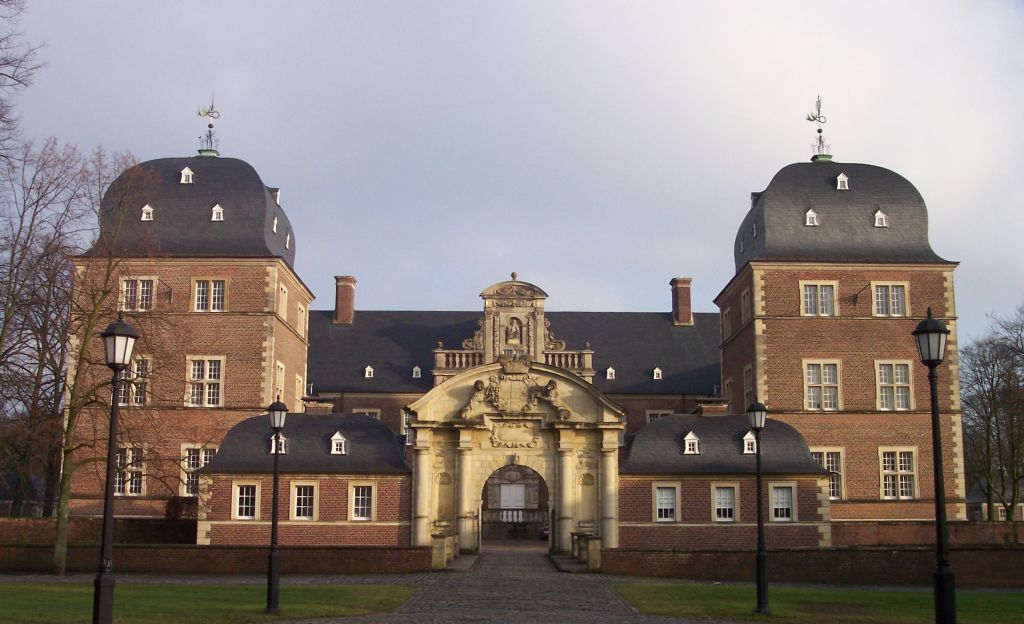
Kasteel van Ahaus
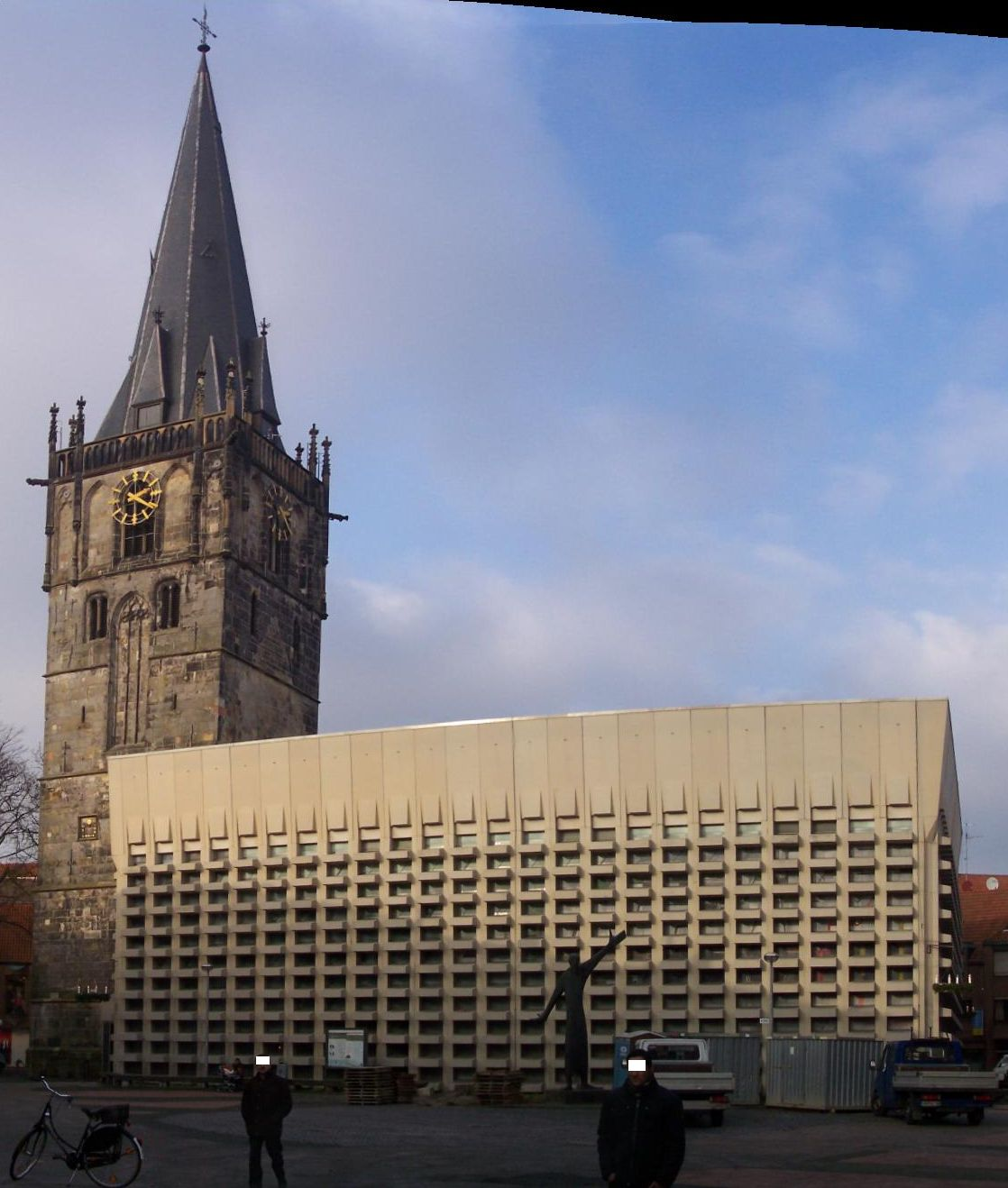
De katholieke kerk Sankt Maria Himmelfahrt in Ahaus
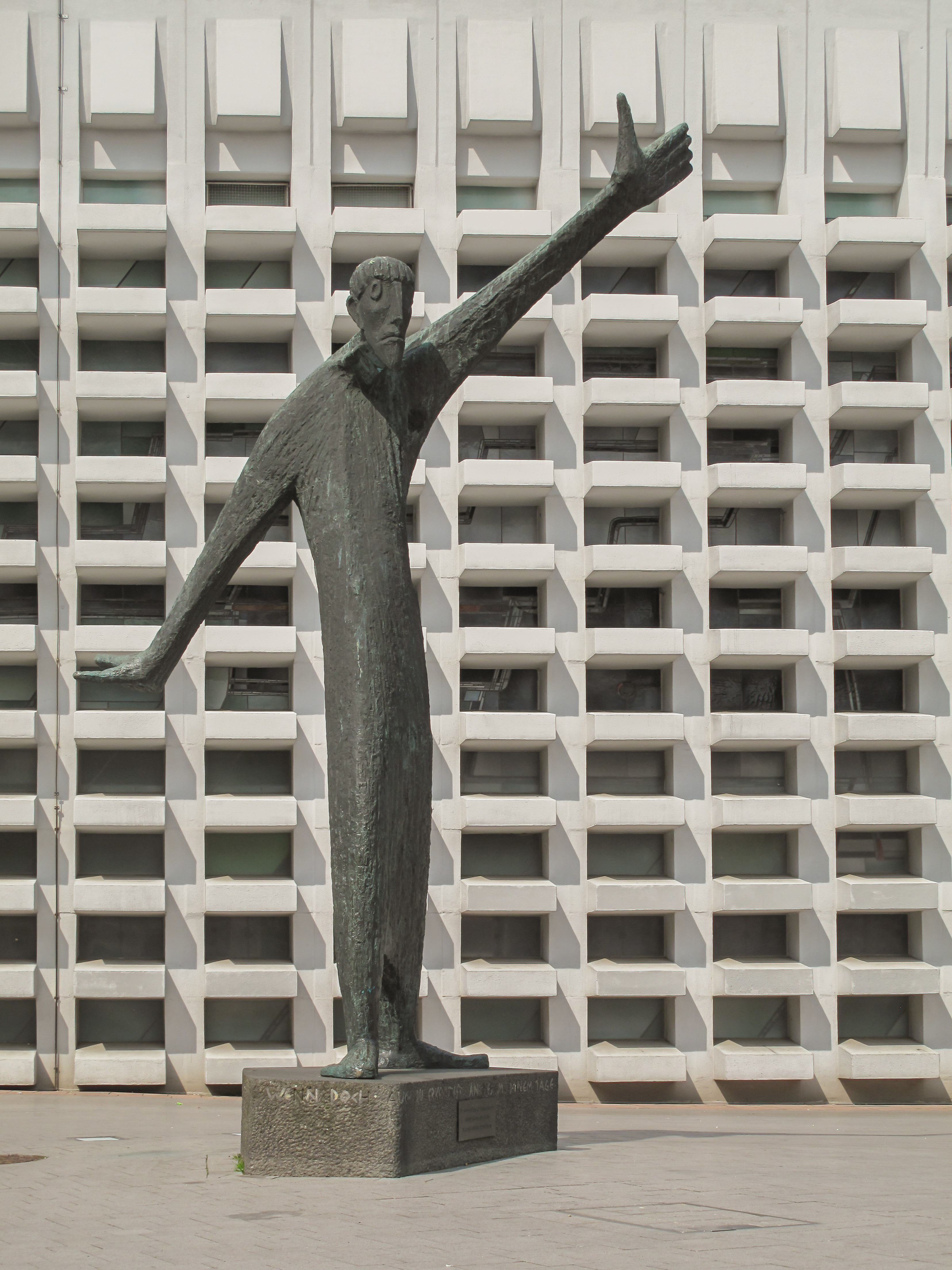
Beeld voor de kerk
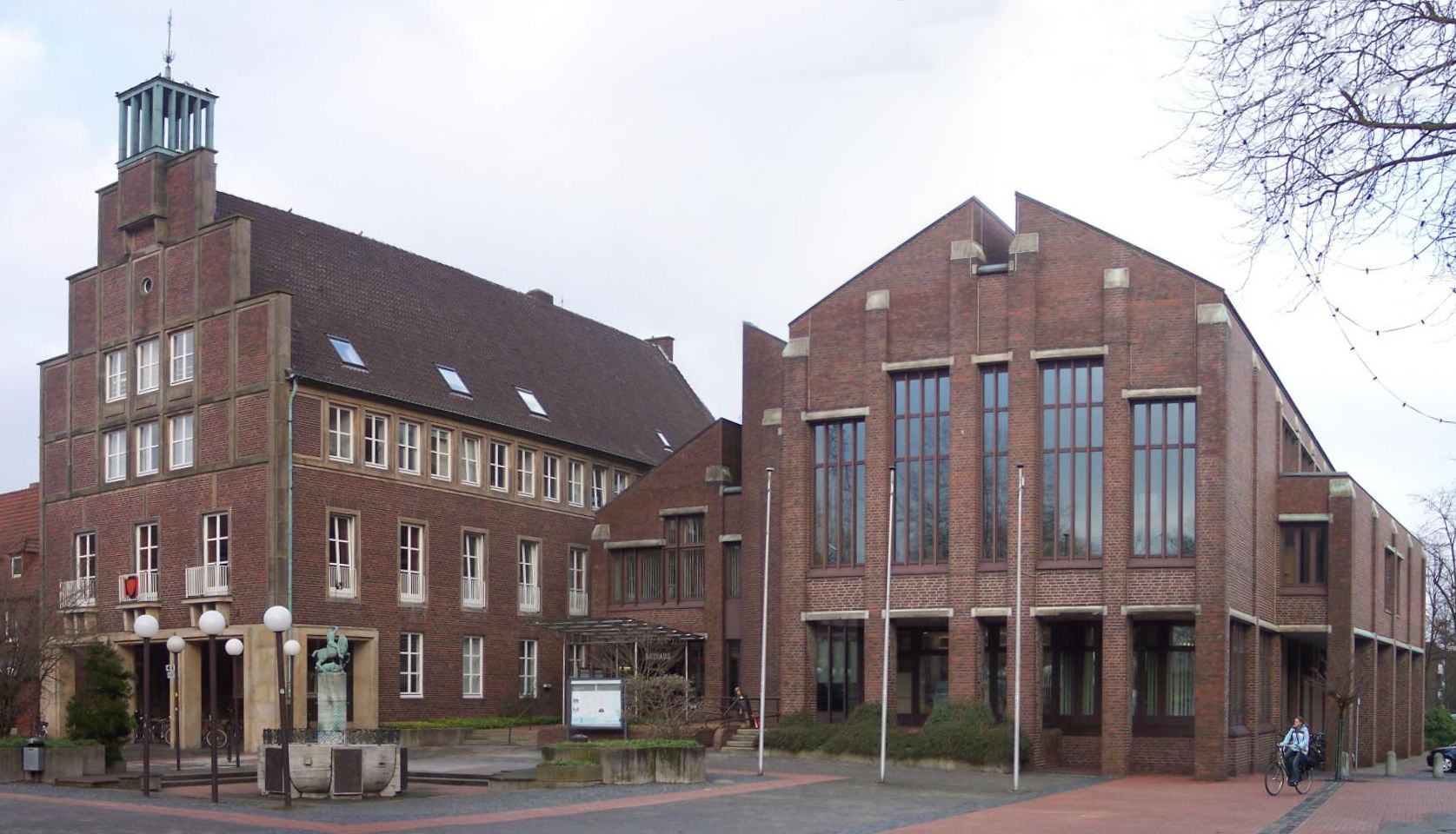
Stadhuis van Ahaus
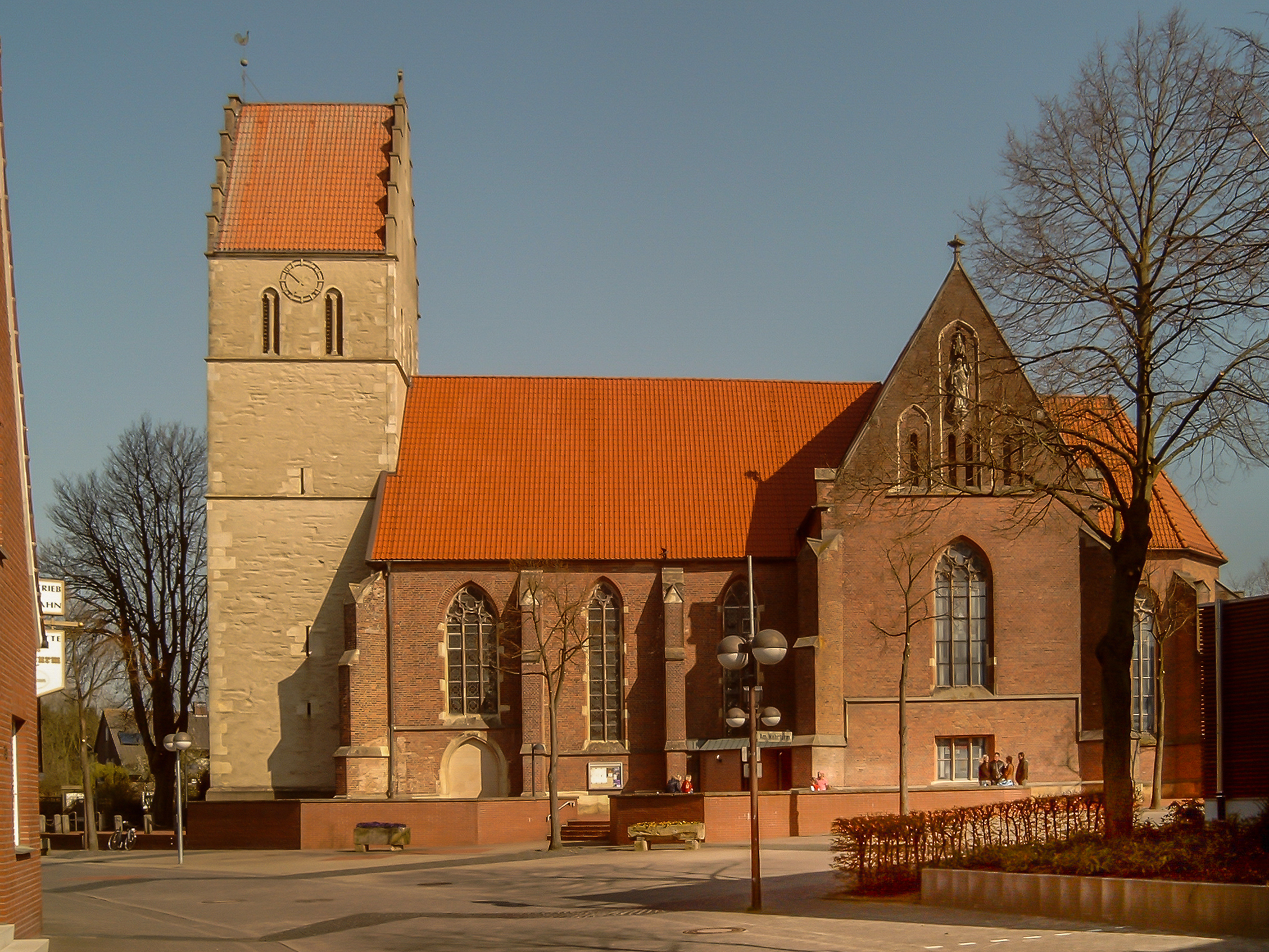
Wüllen, St. Andreaskerk